# Дондукова градина
Дондуковата градина e първата градска градина в Пловдив с представителни и обществени функции, сред основните паркове в града.
Посветена е на временно изпълняващия длъжността генерал-губернатора на Санстефанска България княз генерал Дондуков-Корсаков.

## Местонахождение
Намира се в квартал Мараша в централната градска част на Пловдив. Тя обхваща пространството южно от булевард „Шести септември“, между улиците „Христо Г. Данов“ и „Бетовен“.

## История
Градината е създадена след Освобождението през 1878 г. на мястото на старото турско гробище „Орта мезар“. Тя е благоустроена от прочутия Люсиен Шевалас през 1880-те години. Главен вдъхновител и разпоредител за оформянето ѝ е ген. Дондуков. Градината е първата обществена зелена площ, която се урежда в центъра на града.
През годините около градината са изградени първата градска община (сега Природонаучният музей) и сградата на областното събрание на Източна Румелия (днес Музей на Съединението). До нея са още Щабът на армията, Бирничеството, Мъжката гимназия и редакциите на основните пловдивски вестници. В осмоъгълен павилион, построен в самата градина, известният инж. Йосиф Шнитер довършил прочутия си градоустройствен план на Пловдив. В него градината е отбелязана като част от квартал 178. Около градината са били домовете на известните пловдивчани братята Йоаким и Георги Груеви, Драган Манчов и Иван Вазов. Там била и редакцията, от която Вазов и Константин Величков издават в-к "Народний глас" и списание "Наука".
След 1944 г. устройството на градината не се променя. Скулпторът Мина Иванов изработва бюст от бронз на Иван Вазов. През 1969 г. е поставен и паметникът на капитан Александър Бураго. Негов автор е скулпторът Виктор Тодоров. На революционера и писателя Захари Стоянов също е отредено специално място. Паметникът му е дело на скулптора проф. Димитър Бойков. През 1960-те години в градината е изграден Дом на младоженците, а през 1973 г. е изградена зала „Лотос“.
През 1992 г. градината е обявена за паметник на парковото изкуство. От 1993 г. градината е в режим на опазване на исторически зелени площи в район „Централен“ на града. Паметник на благодарността е открит през 1998 г. на площад „Цар Калоян“ до градината. Той е символ на благодарността за спасяването на пловдивските евреи. Паметникът е дело на пловдивския скулптор Атанас Карадечев.
През есента на 2018 г. в градината е оформена първата в България етноградина от седем дървета – лагерстремии (индийски люляк), цъфтящи в различни цветове, като символ на мирното съжителство на различните общности в Пловдив. В засаждането на дърветата вземат участие деца от различните общности в града – арменска, българска, еврейска, италианска, руска и турска. Седмото дърво е символ на всички останали етноси, чиито живот, култура и история, са свързани с Пловдив.

## Забележителности
На територията на парка и до него се намират
- Природонаучен музей
- Дом на младоженците
- „Зала Лотос“
- Къщата, в която е живял Иван Вазов с паметна плоча
- Четвъртък пазар
- Паметникът на Съединена България
- Административната сграда на район „Централен“

### Паметници
- Паметник на Александър Бураго, изработен от скулптора Виктор Тодоров през 1969 г.
- Паметник на Захарий Стоянов
- Паметник на Иван Вазов
- Паметник на Благодарността – до площад „Цар Калоян“, издигнат през 1998 г. Той е символ на благодарността за спасяването на пловдивските евреи.

## Галерия
- Паметник на Александър Бураго
- Паметник на Иван Вазов
- Паметник на Захарий Стоянов
- Скулптура на семейство до ритуалната зала
- Паметник на благодарността

- Дом на младоженците
- Зала Лотос
- Алея в парка
- Мемориална каменна пирамида